# CIHW-FM
CIHW-FM, communément appelée le FM 100.3 est une station de radio située dans la communauté autochtone de Wendake, près de Québec. La station de radio communautaire est d’une puissance apparente rayonnée moyenne de 239 watts. Elle diffuse ses émissions sur le territoire de Wendake et dans la grande région de Québec sur la fréquence 100,3 MHz sur la bande FM.
Elle diffuse de la musique à saveur autochtone pour mettre en valeur les populations des Premières Nations et également d'autres musiques de styles variés. En 2016, la station entreprend un grand virage en déménageant dans le nouveau Carrefour Artistique de Wendake.

## Propriété et gouvernance
La station CIHW 100,3 FM est la propriété du Comité de la Radio communautaire huronne-wyandot Inc., une personne morale sans but lucratif. Son rôle premier est d'assurer la gestion des ondes, de même que celle du Bingo Wendake qui est diffusé à l'antenne. 
En vertu des règlements généraux, le conseil d’administration est composé de cinq membres : le Grand Chef de la Nation Wendat, le Vice-Grand Chef, ainsi que trois administrateurs désignés par le Conseil de la Nation Wendat.

## Historique
En 1983, une demande de licence est soumise au CRTC par Hugues Sioui, principal instigateur du projet, accompagné d’un noyau de pionniers. Au départ, les studios sont aménagés dans un garage sur le boulevard Bastien à Neufchâtel, et l’antenne est érigée dans la cour de la mère d'un des responsables de la radio. La mise en ondes de la radio débute en septembre 1984. 
Le manque d'espace se faisant sentir et devant l'absence de studio d'enregistrement, la station déménage deux ans plus tard sur la rue Thomas-Martin, sur la communauté de Wendake, se rapprochant ainsi de la population desservie.
Les premières émissions, comme Le Réveil matinal, sont diffusées, alors que trois animateurs assurent à eux seuls les 99 heures de programmation hebdomadaire exigées par le CRTC. L’équipe, incluant Mario Lacombe, Luc Gros-Louis et Fabien Sioui, développe une grille originale avec des émissions country, puis culturelles et informatives, en conformité avec la mission autochtone fixée par la licence.
La station s’implique activement dans la couverture des événements communautaires, comme le Pow-Wow de Wendake et même les matchs des Rafales de Québec, diffusés en direct du Colisée. Le célèbre animateur André Arthur, propriétaire de la station CHRC, affirme en 1988 qu’il achèterait cette station s’il devait en posséder une autre, tant il apprécie le contenu proposé. Il collabore même avec la station pour des capsules sur Wendake à CHRC. Des figures connues comme Gérard Deltell, Stéphane Turcot, Éric Nolin ou Marc Durand font par ailleurs leurs débuts à la radio wendat.
En 1994, CIHW-FM célèbre ses 10 ans d’existence avec une porte ouverte. Le président du conseil d’administration de l’époque, Fabien Sioui, souligne la survie de la station malgré un maigre budget de 15 000 $ par année, et le soutien d’une quarantaine de bénévoles.

## Nouveaux studios
Un grand tournant se produit en 2013, avec la signature d’une entente officielle entre la radio et le Conseil de la Nation Wendat. Cette entente vise à restructurer la gouvernance de la radio, à assurer sa pérennité financière et à maximiser son rayonnement culturel et touristique.
Le 31 mars 2015, un appui financier majeur de 172 200 $ est annoncé par la ministre de la Culture et des Communications Hélène David lors d’une conférence de presse à Wendake, en présence du Grand Chef Konrad Sioui, du Vice-Grand Chef Jean Vincent et de Serge Sioui, figure de la station depuis plus de 30 ans. Cette subvention vise à moderniser les équipements, comme des microphones, des moniteurs et des serveurs de mise en ondes.
Les équipements, situés dans les locaux de la rue Thomas-Martin, étaient devenus désuets au fil du temps, devant le manque de moyens financiers. CIHW déménage alors dans le Carrefour artistique de Wendake, dans l’ancien bureau touristique. Ce nouvel environnement lui permet de diffuser des spectacles et d’élargir son mandat communautaire
Le déménagement dans le Carrefour artistique, la refonte de la gouvernance, l'accès accru aux subventions et la diffusion de spectacles en direct ouvrent une nouvelle ère pour CIHW-FM.

## Puissance de l'antenne
La station a connu plusieurs évolutions techniques au fil du temps visant à améliorer la qualité de son signal et son rayonnement sur le territoire. Le 15 avril 2016, le CRTC approuvait la relocalisation de l’émetteur vers un nouveau site situé à Wendake, rendu nécessaire par le déménagement des locaux. La hauteur effective de l’antenne au-dessus du sol moyen, sera réduite, passant de 25 mètres à 21,7 mètres. La station garde alors les paramètres techniques, soit une faible puissance de 50 watts.
Deux ans plus tard, le 17 janvier 2018, une étape majeure fut franchie : le CRTC autorisait la radio à passer d’un statut de station de faible puissance à celui de station de puissance régulière de type B. Cette transition permettait à CIHW-FM d’améliorer la qualité et la portée de son signal, afin de rejoindre plus efficacement son auditoire cible, tant à Wendake que dans les zones avoisinantes.
Depuis cette décision, CIHW-FM émet à la fréquence avec une puissance apparente rayonnée (PAR) moyenne de 239 watts, pouvant atteindre une PAR maximale de 400 watts, avec une hauteur effective d’antenne au-dessus du sol moyen de 18,9 mètres. Ces paramètres assurent une diffusion stable et claire, adaptée aux réalités géographiques du territoire.

## Bingo Wendake
Dès les premières années de la station, les soirées de bingo étaient un rendez-vous très attendu. Elles servaient non seulement de levier financier essentiel pour assurer la survie de la station, mais elles créaient aussi un moment de détente et de rassemblement pour les auditeurs. L'activité a dû cesser pendant longtemps pour des raisons légales liées à la vente de cartes.
Remis au goût du jour, Bingo Wendake est relancé en 2016 et est aujourd’hui plus vivant que jamais. Diffusé tous les mardis et vendredis soir, il précède une heure de musique autochtone rythmée  pour mettre de l’ambiance. À ses touts débuts, entre 500 et 1 000 cartes par semaine sont écoulées.
Aujourd’hui, les cartes peuvent être achetées chez plusieurs détaillants de la communauté, mais également en ligne, ce qui permet de rejoindre à la fois les résidents de Wendake et les membres de la Nation vivant à l’extérieur. Les profits générés par le bingo sont remis entièrement au Conseil de la Nation Wendat.

## Contenu diffusé
CIHW 100,3 FM propose une programmation majoritairement musicale et variée, diffusant des succès populaires, des classiques, ainsi que de la musique autochtone pour refléter les goûts et la culture de la communauté. En plus de la musique, la radio est fière d’offrir deux grands rendez-vous hebdomadaires : le bingo communautaire, diffusé chaque mardi et vendredi, qui connaît un fort engouement local.
L’intégration de la radio au Carrefour artistique de Wendake a permis de jouer un rôle structurant dans la diffusion culturelle locale, en assurant la retransmission en direct des spectacles et événements qui s’y tiennent. Cette synergie renforce à la fois la visibilité des artistes et l’ancrage communautaire de la station.
Au fil des années, plusieurs animateurs et bénévoles wendat ont proposé des émissions originales, touchant à l’actualité, la culture et les découvertes musicales. Cette participation locale témoigne de l’attachement de la communauté à sa radio, qui demeure un espace ouvert et évolutif, prêt à accueillir de nouveaux projets radiophoniques.